# Johann VI. von Sitsch
Johann VI. von Sitsch (auch: Johannes von Sitsch; * 18. August 1552 in Stübendorf bei Ottmachau; † 25. April 1608 in Neisse, Fürstentum Neisse) war Fürstbischof von Breslau.

## Leben

Bischofswappen

Johann von Sitsch studierte an deutschen und italienischen Universitäten Rechtswissenschaft. 1569 wurde er Kanoniker und 1585 Dompropst an der Breslauer Kathedrale.
Nachdem der 1599 gewählte Bischof Paul Albert noch vor der Bischofsweihe starb, wählte das Breslauer Domkapitel am 18. Juli 1600 Johann von Sitsch zu dessen Nachfolger. Anschließend ernannte ihn der böhmische Landesherr Rudolf II. zum Oberlandeshauptmann von Schlesien. 1606 hielt Johann von Sitsch eine Diözesansynode ab.
Er starb am 25. April 1608 in Neisse und wurde in der Pfarrkirche St. Jakobus in Neisse bestattet.